# あの娘が消えた
「あの娘が消えた」（あのこがきえた、原題:She's Out Of My Life）は、1979年にマイケル・ジャクソンが発表した楽曲、および同曲を収録したシングル。作詞・作曲はトム・バーラーによる。アルバム『オフ・ザ・ウォール』からの4枚目のシングル・カットである。アメリカ・ビルボード誌では、1980年6月21日に週間ランキング最高位の第10位を獲得した。ビルボード誌1980年度年間ランキングは第77位。

## 解説
この曲はギター・ベース・電子ピアノと弦楽合奏だけで編成され、『オフ・ザ・ウォール』のアルバムに収められた全10曲の中でも小編成の人数で演奏される。ドラムスやシンセサイザー、金管楽器などは使用されない。
本作のレコーディングにあたっては、マイケルの自伝「ムーンウォーク」で、この曲のレコーディング中に、曲の最後の方で泣きだしてしまったというエピソードを明かしている。このエピソードについてプロデューサーのクインシー・ジョーンズが最近語った談話がある。 ジョーンズは、マイケルがこれまで歌ってきた曲と比べて（元々フランク・シナトラのために用意した）この曲のような大人びた恋愛感情を表現した曲を歌わせれば逆に面白いものが生まれるのではないかと考え、あえてマイケルに歌わせることにした。ジョーンズの話によれば「マイケルは何度テイク（1回分の録音）をとっても、毎回最後に泣いた。10回以上収録し直した末、涙声の歌をアルバムに保存することにした」という。この曲のラストで、マイケルが声をつまらせているのはそのためである。このレコーディングは、ジョーンズにとっても刺激的な経験であったという。
この曲はヒット当初から、数多くのパロディの対象にされた。2008年に企画された各国のファン投票によるベスト・アルバム『キング・オブ・ポップ』のジャパン・エディションにおいては、“She's Out Of My Life”は対象作品50曲中48位の投票結果であった。 2009年6月25日にジャクソンの死去が伝えられた後、この曲は再び人気の高まりを見せている。

## ミュージック・ビデオ
あまり知られていないが、ビデオクリップも存在している。しかし、そのビデオは黒い背景に椅子に座ったマイケルが淡々と曲を歌うだけの物で、その後のマイケルの「ショート・フィルム」と比べると、とても地味なもので、服装も襟付きのシャツにVネックのセーターというシンプルな物だった。

## 収録曲
- UK シングル

1. あの娘が消えた
2. プッシュ・ミー・アウェイ

- US シングル

1. あの娘が消えた
2. ゲット・オン・ザ・フロア